# Elaeocarpus roseiflorus
Elaeocarpus roseiflorus är en tvåhjärtbladig växtart som beskrevs av Albert Charles Smith. Elaeocarpus roseiflorus ingår i släktet Elaeocarpus och familjen Elaeocarpaceae. Inga underarter finns listade i Catalogue of Life.